# Elly Ameling
Elisabeth Sara « Elly » Ameling, née le 8 février 1933 à Rotterdam, est une soprano néerlandaise.

## Biographie
Elle étudie à Paris avec Pierre Bernac et à La Haye avec Bodi Rapp. Sa carrière débute quand elle gagne le premier prix du Concours vocal de Bois-le-Duc aux Pays-Bas (1956) et le Concours international d'exécution musicale de Genève en (1958).
Elly Ameling fait ses débuts aux États-Unis au Lincoln Center de New York en 1968 et ses débuts dans l'opéra en 1973 comme Ilia dans Idomeneo de Mozart à Washington. Elle poursuit essentiellement sa carrière comme interprète de lieder et de mélodies françaises, notamment des mélodies de Gabriel Fauré, avec quelques incursions aussi dans l'opéra. Elle devient une interprète mondialement reconnue. Elle a travaillé avec Gérard Souzay qui à son grand regret n'a pas pu, comme prévu, être présent lors de son concert d'adieu au Concertgebouw d'Amsterdam le 29 janvier 1996.
Les œuvres contemporaines, tout particulièrement celles de ses compatriotes Bertus van Lier et Robert Heppener, font partie de son répertoire. Ameling a enregistré plus de 150 albums et remporté de très nombreux prix dont le Edison Award, le grand prix du disque et le prix allemand Schallplattenkritik. Pour sa contribution à la musique, le gouvernement néerlandais l'a faite chevalière dans l'ordre d'Orange-Nassau et en 2008 elle reçoit l'ordre du Lion néerlandais.

## Discographie (sélection)
- Icon : Elly Ameling, The Dutch Nightingale (8CD), 2012, EMI Classics
- Elly Ameling 75 jaar, Live Concertopnamen 1957-1991, Nederlandse Omroep (5CD), 2008, radiodiffusion 1957-91, avec Richard Strauss, "Vier letzte Lieder", Van Omnium audiovisueel, GW 80003.
- The Artistry of Elly Ameling (5CD), Philips (Universal).
- Elly Ameling, After Hours..., chansons de Gershwin, Porter, Prévert e.a.; E.A., Louis van Dijk, Philips (Universal).
- Elly Ameling, Sentimental Me, chansons de Porter, Ellington, Sondheim e.a.; E.A., Louis van Dijk, Philips Classics.
- Elly Ameling, Sweet Was The Song, international christmas songs, EMI Classics
- Elly Ameling, The Early Recordings (4CD), DHM (Sony BMG)
- Bach, Arias des Cantates pour soprano, hautbois et basse continue, E.A., Han de Vries (hautbois), Albert de Klerk (orgue), Richte van der Meer (violoncelle), EMI Classics
- Bach, Bauern-, Kaffee-, Hochzeitskantate, Non sà che sia dolore, E.A., G. English, S. Nimsgern, Collegium Aureum, DHM (Sony BMG).
- Bach, Kantaten, Ein feste Burg, Jauchzet Gott, Wachet auf, English Chamber Orchestra, Raymond Leppard, Deutsche Bachsolisten, Helmut Winschermann, Philips (Universal).
- Bach, Johannes-Passion, Stuttgarter Kammerorchester, Karl Münchinger, Decca (Universal).
- Bach, Matthäus-Passion, Stuttgarter Kammerorchester, Karl Münchinger, Decca (Universal).
- Bach, Magnificat/Osteroratorium, Stuttgarter Kammerorchester, Karl Münchinger, Decca (Universal).
- Bach, Weihnachtsoratorium, Stuttgarter Kammerorchester, Karl Münchinger, Decca (Universal).
- Berlioz, Les Nuits d'été, Atlanta S.O., Robert Shaw, Telarc.
- Brahms, Lieder, E.A., Rudolf Jansen, Hyperion.
- Fauré, Lieder, intégrale des chansons (4CD), E.A., Gérard Souzay, Dalton Baldwin, Brilliant (Joan Records).
- Fauré, Requiem, Rotterdam Philharmonic Orchestra, Jean Fournet, Philips (Universal).
- Grieg, Peer Gynt, San Francisco S.O., Edo de Waart, Philips (Universal).
- Händel, Messias, St Martin-in-the-Fields, Sir Neville Marriner, Decca.
- Haydn, Orlando Paladino, Orchestre de chambre de Lausanne, Antal Dorati, Philips (Universal).
- Haydn Joseph, "La Création", Vienna Phiharmonic Orchestra (sous la direction de Karl Münchinger) Decca
- Mahler, Symphonie no 2 (avec Aafje Heynis (contralto) & Symphonie no 4, Royal Concertgebouw Orchestra, Bernard Haitink, Philips (Universal).
- Martin, Le mystère de la nativité, Orchestre de la Suisse romande, Ernest Ansermet, Cascavelle.
- Martin, Frank Martin interprète Frank Martin, E.A. e.a., Frank Martin, Jecklin Disco.
- Mozart, Requiem, Wiener Philharmoniker, Istvan Kertesz, Decca.
- Mozart, Schubert, Opern-und Konzertarien, Rotterdam P.O., Edo de Waart, Pentatone.
- The complete Mozart-Edition Vol. 24 (Lieder, Notturni), Philips (Universal).
- Mendelssohn, Elias, Leipziger Gewandhausorchester, Wolfgang Sawallisch, Philips (Universal).
- Poulenc, Edition du centenaire 1899-1963 (Mélodies et Lieder), EMI Classics.
- Ravel, Mélodies, Shéhérazade, E.A., Rudolf Jansen, Erato (Warner).
- Schubert, Lieder (4CD), E.A., Dalton Baldwin, Rudolf Jansen, Philips (Universal).
- Schubert, Schumann, Lieder, Elly Ameling, Jörg Demus, DHM (Sony BMG).
- Schubert, Duette-Terzette-Quartette, E.A., Janet Baker, Dietrich Fischer-Dieskau, Peter Schreier, Gerald Moore, DG
- Schubert, Rosamunde (1CD), E.A., Kurt Masur, Orchestre du Gewandhaus de Leipzig, Philips.
- Schumann, Frauenliebe- und Leben, E.A., Dalton Baldwin, Pentatone.
- Vivaldi, Berühmte geistliche Chorwerke, Nulla in mundo pax, English Chamber Orchestra, Vittorio Negri, Philips (Universal).
- Vivaldi, Juditha Triumphans, Kammerorchester Berlin, Vittorio Negri, Philips (Universal).
- Wolf, italienisches Liederbuch, Goethe- und Keller-Lieder, E.A., Tom Krause, Irwin Gage, Rudolf Jansen, Globe.
- Wolf, spanisches Liederbuch, E.A., Rudolf Jansen (piano), Hyperion.